# Schwarzer Kelchpilz
Der Schwarze Kelchpilz (Urnula craterium) ist eine seltene Pilzart aus der Familie der Gallertkugelverwandten (Sarcosomataceae).

## Merkmale

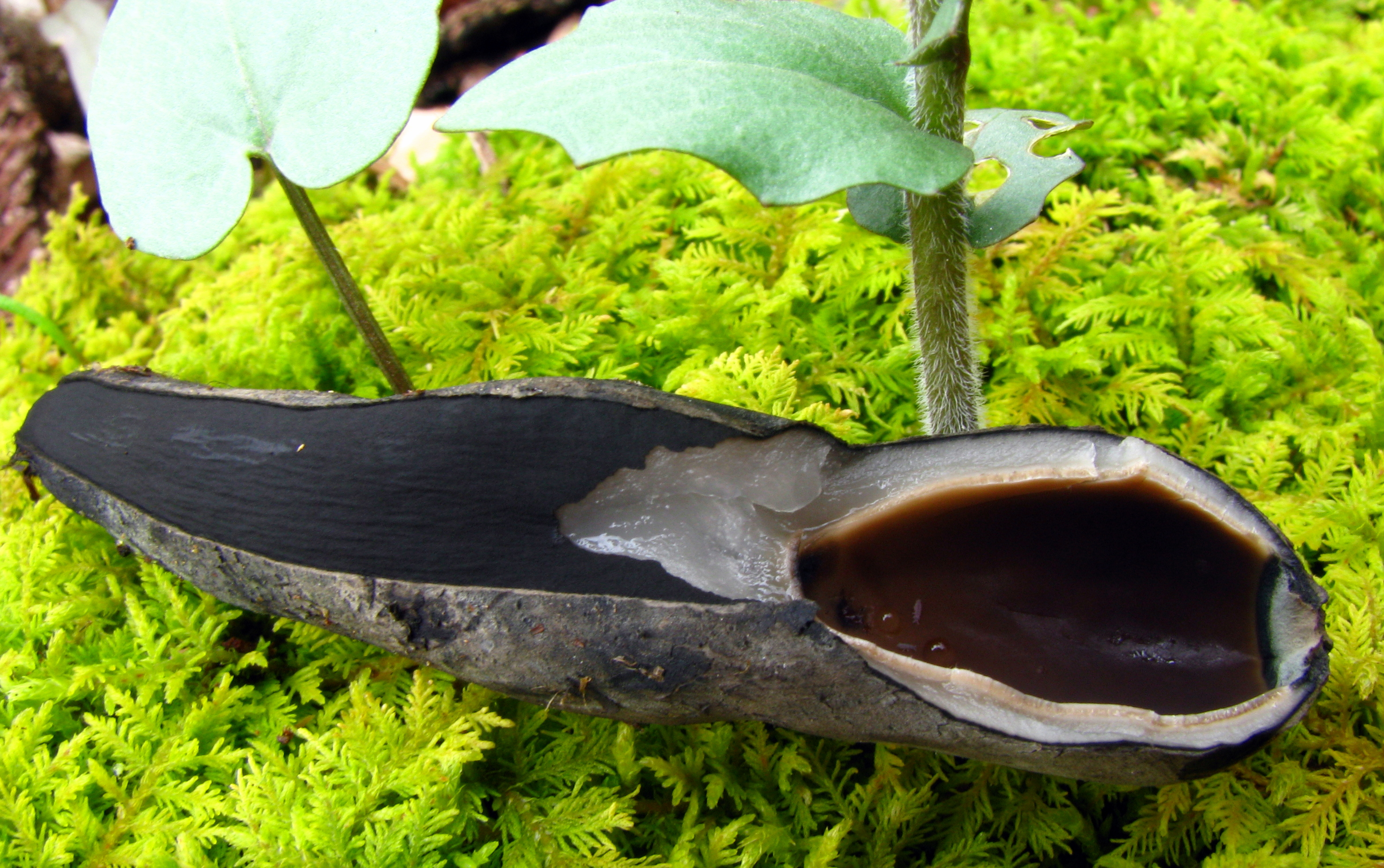
Längsschnitt durch einen Fruchtkörper

### Makroskopische Merkmale
Der Schwarze Kelchpilz bildet erst runde, bald pokalförmige Fruchtkörper mit gekerbten Rändern. Sie sind 4–8 cm breit und besitzen einen 3–7 cm langen Stiel. Die feinfilzige Außenseite ist schwarzgrau, die innen liegende Fruchtschicht schwarz gefärbt.

### Mikroskopische Merkmale
Die zylindrischen Schläuche werden bis zu 600 Mikrometer lang und 15–17 μm breit. Darin reifen jeweils 8 Sporen heran. Die schmal-elliptischen, farblosen und glattwandigen Sporen messen 25–35 × 13–14 µm. Die ebenso farblosen Paraphysen haben eine fadenförmige Gestalt und sind an der Spitze verzweigt.

## Artabgrenzung
Der ähnliche Winter-Kelchpilz (Urnula hiemalis) besitzt keinen richtigen Stiel, sondern wächst trichterartig und hat kleinere Sporen. Die Sporen- und Fruchtkörper entwickeln sich sehr langsam im Winter und zeitigen Frühjahr. Die Art ist selten.

## Ökologie und Phänologie

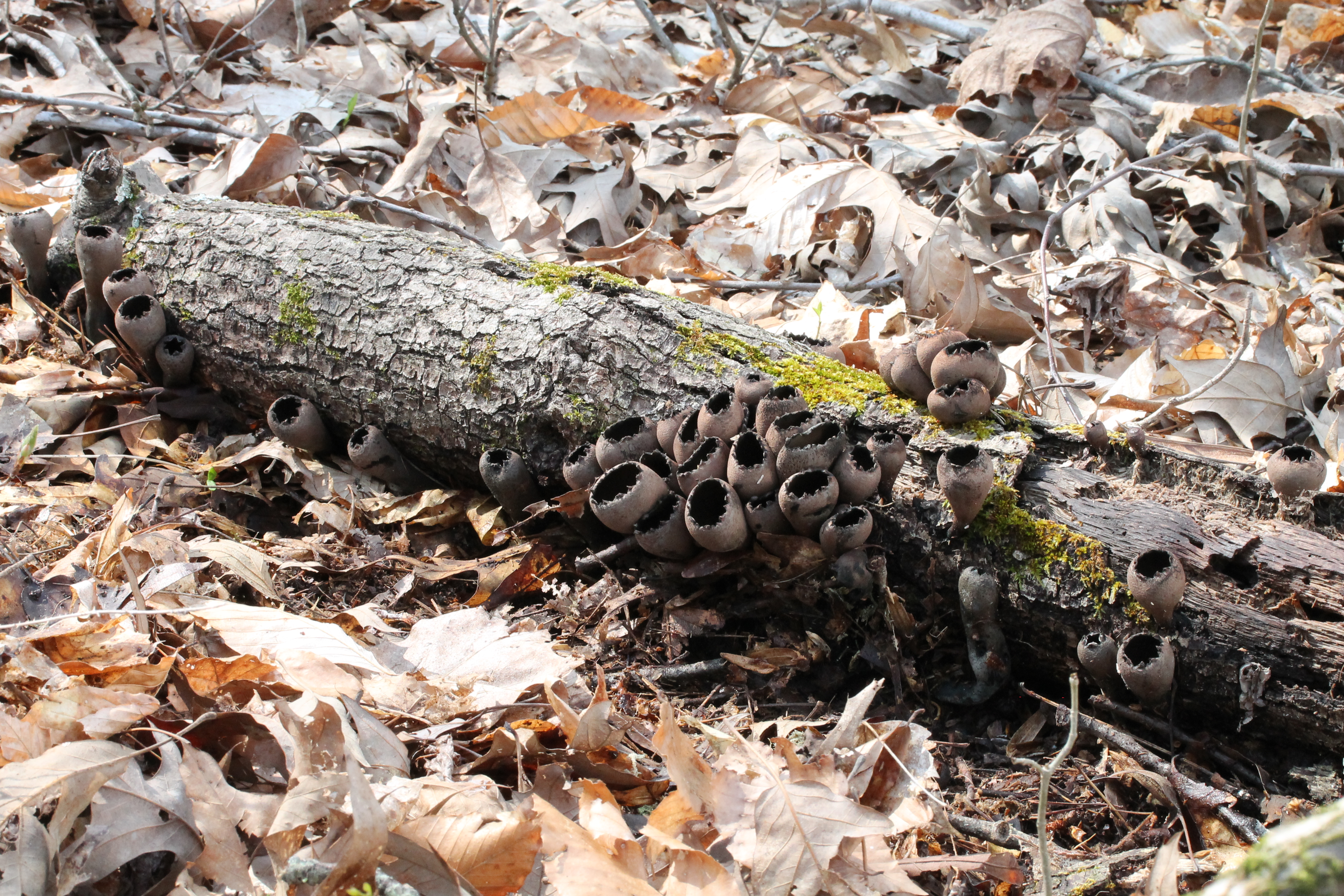
Aus dem am Boden liegenden Aststück sprießen zahlreiche Fruchtkörper des Schwarzen Kelchpilzes (U. craterium).

Der Schwarze Kelchpilz wächst auf am Erdboden liegenden Laubholzästen in Bachschluchten und Auwäldern. Er steht im Verdacht, durch seine Nebenfruchtform (Conoplea globosa) Krebs an Eichen auszulösen.
Der Schwarze Kelchpilz erscheint in milden Wintern und im Frühjahr.

## Verbreitung
Der Schwarze Kelchpilz ist vor allem aus Skandinavien aber auch aus Nordamerika und Japan bekannt. Er kommt in Deutschland sehr zerstreut vor. In Österreich sind Funde aus Niederösterreich und Burgenland gemeldet. Die Rote Liste der Großpilze Deutschlands listet die Art als vom Aussterben bedroht (Gefährdungskategorie 1).

## Bedeutung

### Inhaltsstoffe
Der Schwarze Kelchpilz produziert in Kultur bioaktive Substanzen, die das Wachstum pathogener Pilze wie den Espen-Feuerschwamm (Phellinus tremulae) hemmen.

## Systematik
Der Schwarze Kelchpilz wurde 1822 von Lewis David von Schweinitz als Peziza craterium erstbeschrieben. Elias Magnus Fries stellte ihn dann 1851 als Typusart in die zwei Jahre zuvor aufgestellte Gattung Urnula.